# Ceratinops
Ceratinops és un gènere d'aranyes araneomorfes de la subfamília Erigoninae dins de la família Linyphiidae.
Fou descrit per primera vegada per Nathan Banks l'any 1905.
Es pot trobar a l'Amèrica del Nord.

## Llista d'espècies
Segons The World Spider Catalog 12.0:
- Ceratinops annulipes (Banks, 1892) (Espècie tipus)
- Ceratinops carolinus (Banks, 1911)
- Ceratinops crenatus (Emerton, 1882)
- Ceratinops inflatus (Emerton, 1923)
- Ceratinops latus (Emerton, 1882)
- Ceratinops littoralis (Emerton, 1913)
- Ceratinops obscurus (Chamberlin & Ivie, 1939)
- Ceratinops rugosus (Emerton, 1909)
- Ceratinops sylvaticus (Emerton, 1913)
- Ceratinops uintanus Chamberlin, 1949